# 天草市立倉岳中学校
天草市立倉岳中学校（あまくさしりつ くらたけちゅうがっこう）は、熊本県天草市倉岳町棚底にある中学校。

## 沿革
- 1947年（昭和22年）- 浦村立浦中学校、棚底村立棚底中学校、宮田村立宮田中学校創立
- 1949年（昭和24年）- 三か村組合立倉岳中学校開校
- 1955年（昭和30年）- 倉岳村立倉岳中学校と改称
- 1960年（昭和35年）- 倉岳町立倉岳中学校と改称
- 2006年（平成18年）- 天草市立倉岳中学校と改称